# Marilu Bueno
Maria Luiza David Bueno de Lima (Rio de Janeiro, 27 de fevereiro de 1940 — Rio de Janeiro, 22 de junho de 2022) mais conhecida pelo nome artístico Marilu Bueno, foi uma atriz e produtora brasileira, que ficou marcada pelos papéis cômicos que desempenhou em diversas novelas e humorísticos da Rede Globo, em uma carreira de quase sete décadas.

## Biografia
Nascida na capital do Rio de Janeiro nos anos 1940, Marilu atua desde os anos 1960 e possui uma vasta lista de personagens marcantes em sua carreira, sobretudo cômicos, na televisão e no teatro.
Em 1960, Marilu fez sua estreia frente às câmeras no longa-metragem O Cupim, uma comédia dirigida por Carlos Manga. Após sua participação no filme, continuou sua carreia nos palcos. Doze anos mais tarde, estreou em teledramaturgia na telenovela O Bofe, de 1972, interpretando Margot. Após esse trabalho, começou a ter presença regular em produções da televisão brasileira, tornando-se uma atriz conhecida e renomada no meio artístico.
Em 1975, interpreta Rosa, um dos personagens centrais de O Noviço, novela das seis da Rede Globo. No seguinte esteve presente em Estúpido Cupido, última novela da Rede Globo gravada em preto e branco, dando vida à Mariinha.
Esteve em evidência na telenovela Sem Lenço, Sem Documento, de 1977, trama que explorava o cotidiano das empregadas domésticas, onde dava vida à cantora lírica Gilda Duran. Manteve-se afastada dos melodramas por seis anos, realizando apenas participações em humorísticos.
Em 1983, regressa às tramas da Rede Globo em Guerra dos Sexos, de Silvio de Abreu, interpretando a  governanta Olívia Krauss. Em 1985, interpreta um de seus personagens mais lembrados pelo público brasileiro, a cômica Tetê em A Gata Comeu, um grande sucesso no qual Marilu ganhou o carinho dos telespectadores ao lado de Cláudio Corrêa e Castro, seu par romântico na trama.
Transferiu-se para a Rede Manchete em 1986, onde trabalhou em algumas produções, como: Dona Beija e Tudo ou Nada. Regressou à Rede Globo em 1988, atuando na minissérie O Primo Basílio.
Nos anos 90, Marilu esteve presente no elenco das telenovelas De Corpo e Alma, onde desempenhou um papel dramático, Quatro por Quatro e O Fim do Mundo; e trabalhou em um seriado protagonizado por Angélica, chamado Caça Talentos, interpretando a Fada Margarida, um dos papéis principais do programa infantil que foi ao ar entre 1996 e 1998 nas manhãs da Rede Globo.
Em 2003, fez algumas participações no Sítio do Picapau Amarelo, como Dona Carochinha, substituindo a atriz Josie Antello. Em 2005, Marilu recebeu o convite para participar do elenco fixo do programa.
Em 2006, transferiu-se para a Rede Record, onde atuou nas novelas Bicho do Mato, como Zuzu, onde contracenou com Beatriz Segall e em Chamas da Vida, como a rabugenta Tia Catarina, irmã e moradora da pensão da Vó Tuquinha, vivida pela atriz Íris Bruzzi.
Após um período de três anos longe da televisão, voltou para a Rede Globo, onde participou do remake de Guerra dos Sexos, vivendo novamente a personagem Olivia, do qual interpretou na primeira versão, em 1983. Em 2014, foi convidada por Daniel Ortiz para integrar o elenco da novela Alto Astral, onde interpretou a milionária Marieta Santana.
Em 2016, entrou para o elenco da novela Êta Mundo Bom!, de Walcyr Carrasco, interpretando Dona Narcisa, mãe superprotetora do personagem Dr. Lauro. Em 2020, foi convidada novamente por Daniel Ortiz, para voltar à televisão em Salve-se Quem Puder, novela que estreou em janeiro de 2020, interpretando a falsa católica Dulce, integrante de um triângulo amoroso formado ainda pelos atores Grace Gianoukas e Cosme dos Santos.

## Vida pessoal
Marilu não quis se casar e nem ter filhos, preferindo viver sozinha ao lado de seus cachorros em seu apartamento no tradicional bairro de Copacabana, no Rio de Janeiro.

### Morte
Morreu em 22 de junho de 2022, após complicações no pós-operatório de uma cirurgia no abdômen.

## Filmografia

### Televisão
| Ano     | Título                                         | Personagem                             | Nota(s)                                | Emissora      |
| ------- | ---------------------------------------------- | -------------------------------------- | -------------------------------------- | ------------- |
| 1972    | O Bofe                                         | Margarida (Margot)                     |                                        | Rede Globo    |
| 1972    | Caso Especial                                  | Cliente do açougue                     | Episódio: "Giovanni, o açougueiro"     | Rede Globo    |
| 1975    | O Noviço                                       | Rosa                                   |                                        | Rede Globo    |
| 1976    | Estúpido Cupido                                | Maria Antonieta Siqueira (Mariinha)    |                                        | Rede Globo    |
| 1977    | Sem Lenço, sem Documento                       | Gina Duran                             |                                        | Rede Globo    |
| 1982    | Chico Anysio Show                              | Pretória                               |                                        | Rede Globo    |
| 1983    | Guerra dos Sexos                               | Olívia Krauss                          |                                        | Rede Globo    |
| 1984    | Partido Alto                                   | Sulamita Miranda                       |                                        | Rede Globo    |
| 1985    | A Gata Comeu                                   | Tereza Penaforte (Tetê)                |                                        | Rede Globo    |
| 1986    | Dona Beija                                     | Augusta                                |                                        | Rede Manchete |
| 1986    | Tudo ou Nada                                   | Dulce                                  |                                        | Rede Manchete |
| 1987    | A Rainha da Vida                               | Edna                                   |                                        | Rede Manchete |
| 1988    | O Primo Basílio                                | Dona Felicidade de Noronha             |                                        | Rede Globo    |
| 1989    | República                                      | Sofia                                  |                                        | Rede Globo    |
| 1989    | Tele Tema                                      | Rosinha                                | Episódio: "Arco da Vida"               | Rede Globo    |
| 1990    | Rainha da Sucata                               | Amiga dos Figueroa                     | Episódio: "5 de abril"                 | Rede Globo    |
| 1990    | Escolinha do Professor Raimundo                | Pretória                               |                                        | Rede Globo    |
| 1992    | De Corpo e Alma                                | Maria Lúcia Bianchi (Lací)             |                                        | Rede Globo    |
| 1994    | Você Decide                                    | Shirley                                | Episódio: "A Copa É Nossa"             | Rede Globo    |
| 1994    | Você Decide                                    | Virgínia                               | Episódio: "Amor e Morte"               | Rede Globo    |
| 1994    | Caso Especial                                  | Lourdes                                | Episódio: "Feliz Aniversário"          | Rede Globo    |
| 1994    | Caso Especial                                  | Srª. Bizarria                          | Episódio: "O poder da arte da palavra" | Rede Globo    |
| 1994    | Caso Especial                                  | Dona Leocádia                          | Episódio: "A Desinibida do Grajaú"     | Rede Globo    |
| 1994    | Quatro por Quatro                              | Calpúrnia (Tia Pupu)                   |                                        | Rede Globo    |
| 1995    | Você Decide                                    | —                                      | Episódio: "A Adoção"                   | Rede Globo    |
| 1995    | Você Decide                                    | —                                      | Episódio: "Pela Estrada da Vida"       | Rede Globo    |
| 1996    | Não Fuja da Raia                               | Vários personagens                     |                                        | Rede Globo    |
| 1996    | O Fim do Mundo                                 | Dagmar                                 |                                        | Rede Globo    |
| 1996–98 | Caça Talentos                                  | Fada Margarida                         |                                        | Rede Globo    |
| 1999    | Malhação                                       | Ernestina                              | Participação                           | Rede Globo    |
| 2000    | Você Decide                                    | Marilda                                | Episódio: "Mania de Casar"             | Rede Globo    |
| 2000    | Angel Mix                                      | Noêmia                                 |                                        | Rede Globo    |
| 2001    | Brava Gente                                    | Oriboncina                             | Episódio: "Crime Imperfeito"           | Rede Globo    |
| 2002    | Coração de Estudante                           | Madame Nicete                          | Episódios: "9–11 de julho"             | Rede Globo    |
| 2002    | O Quinto dos Infernos                          | Violante                               |                                        | Rede Globo    |
| 2003    | Kubanacan                                      | Sodoma                                 | Episódio: "17 de julho"                | Rede Globo    |
| 2003–05 | Sítio do Picapau Amarelo                       | Dona Carochinha                        |                                        | Rede Globo    |
| 2004    | Da Cor do Pecado                               | Stela                                  |                                        | Rede Globo    |
| 2006    | Bicho do Mato                                  | Zulmira de Sá Freitas (Zuzu)           |                                        | Rede Record   |
| 2008    | Chamas da Vida                                 | Catarina Amaro da Silva (Tia Catarina) |                                        | Rede Record   |
| 2012    | Guerra dos Sexos                               | Olívia Krauss                          |                                        | Rede Globo    |
| 2014    | A Grande Família                               | Dona Cráudia Wilson                    | Episódio: "Mãe de Fases"               | Rede Globo    |
| 2014    | Alto Astral                                    | Marieta Santana                        |                                        | Rede Globo    |
| 2016    | Êta Mundo Bom!                                 | Narcisa Ortiz                          |                                        | Rede Globo    |
| 2020    | Salve-Se Quem Puder                            | Dulce Sampaio                          |                                        | Rede Globo    |
| 2022    | Pacto Brutal - O Assassinato de Daniella Perez | Ela mesma                              | Apenas em vídeos; imagens de arquivo   | HBO Brasil    |

### Cinema
| Ano  | Título              | Personagem                   |
| ---- | ------------------- | ---------------------------- |
| 1960 | O Cupim             | Consulente                   |
| 1989 | Dias Melhores Virão | Adelaide                     |
| 1990 | Lua de Cristal      | Tia Zuleika                  |
| 2003 | O Homem do Ano      | Mãe de Cledir (participação) |
| 2010 | Operação Mamãe      | Dona Vandinha                |

## Teatro
| Ano  | Título                      | Personagem |
| ---- | --------------------------- | ---------- |
| 1955 | O Canto da Cotovia          |            |
| 1966 | Marido Magro e Mulher Chata |            |
| 1974 | Constantina                 |            |
| 1986 | Trair e Coçar É Só Começar  | Olímpia    |
| 1987 | Seja o que Deus Quiser      | Sarita     |
| 1988 | Splish Splash               |            |